# Portavionul japonez Shōkaku
Shōkaku ([în japoneză 翔鶴 „Cocorul zburător”) a fost un portavion al Marinei Imperiale Japoneze, liderul clasei de portavioane din care făcea parte. Împreună cu nava soră, Zuikaku, a luat parte în câteva bătălii navale importante din timpul războiului din Pacific, inclusiv la atacul de la Pearl Harbour, Bătălia din Marea Coralilor și Bătălia de la Insulele Santa Cruz, înainte de a fi lovit de torpile și scufundat de un submarin american în bătălia din Marea Filipinelor.

## Proiect
Clasa de portavioane ''Shōkaku'' făcea parte din același program cu clasa de cuirasate ''Yamamoto''. Pentru că nu mai existau restricțiile impuse de Tratatul Naval de la Washington, Marina Imperială Japoneză a fost liberă să adauge navelor toate caracteristicile pe care pe aprecia ca fiind necesare pentru un portavion, adică: viteza mare, raza lungă de acțiune, blindaj generos și un număr mare de avioane. Construcția lui Shōkaku a început la Șantierul Naval Yokosuka pe 12 decembrie 1937. Portavionul a fost lansat la apă pe 1 iunie 1939 și a intrat oficial în serviciu pe 8 august 1941.
Cu un proiect modern și eficient, un deplasament de aproximativ 33.000 t și o viteză maximă de 34 noduri (63 km/h), Shōkaku putea să care 70-80 de avioane. Protecția întărită i-a permis lui Shōkaku să supraviețuiască loviturilor serioase pe care le-a primit în Bătălia din Marea Coralilor și în Bătălia de la Insulele Santa Cruz.

### Corpul navei
Shōkaku părea să fie o variantă mai mare a portavionului Hiryū, fiind cu 35,3 m mai lung, cu 4,6 m mai lat și având o suprastructură de dimensiuni mai mari. Ca și la Hiryū, teuga era ridicată la nivelul hangarului superior pentru a îmbunătăți vederea asupra mării. Shōkaku avea și o proră mai rotunjită și mai evazată care permitea pistei să rămână uscată oricare ar fi fost condițiile de vreme.
Etrava lui Shōkaku era o etravă cu bulb, o dezvoltare nouă în acea perioadă, care reduce rezistența la înaintare și îmbunătățește astfel viteza. Spre deosebire de etravele cuirasatelor din clasa Yamamoto și a cuirasatului Musashi, etrava lui Shōkaku nu ieșea mult în afară.
Shōkaku era cu 10.000 de tone mai greu decât portavioanele din clasa Sōryū, mai ales din cauza blindajului în plus. Protecția verticală consta în blindaj de 215 mm pe puntea principală peste mașini, magazii și tancurile de combustibil pentru avioane, iar protecția orizontală consta într-un blindaj de 215 mm de-a lungul centurii situate la linia de plutire peste camerele motoarelor și peste depozitele de muniție. Blindajul se reducea la 150 mm în restul zonelor.
Spre deosebire de portavioanele britanice, care cărau combustibilul pentru avioane în butelii separate sau în recipiente asemănătoare înconjurate de apă de mare, toate portavioanele japoneze aveau combustibilul pentru avioane păstrat în rezervoare integrate în corpul navei, iar Shōkaku nu era o excepție. Pericolul reprezentat de rezervoarele integrate în corpul navei a devenit evident în condiții de război, când s-a dovedit că aceste depozite se fisurau, iar combustibilul se scurgea din ele, din cauza șocurilor produse de loviturile încasate de navă și a stresului la care structura navei era supusă în timpul luptei. Șocurile se transferau asupra tancurilor de combustibil și era absorbit de acestea. Urmare a dezastrului din Bătălia de la Midway, spațiul gol din jurul depozitului de combustibil de pe Shōkaku, care în mod normal era umplut cu un gaz inert (dioxid de carbon), a fost umplut cu beton într-o încercare de a proteja depozitul de alte avarii. Dar nici această încercare nu a reușit să împiedice răspândirea de vapori către hangarele de pe punte în cazul avarierii navei, iar acest fapt a fost demonstrat când submarinul Cavalla a lovit portavionul cu o torpilă și l-a scufundat. Shōkaku avea în mod normal o cantitate de 150.000 de galoane (aproximativ 550.000 de litri) de kerosen pentru operațiunile cu avioane.

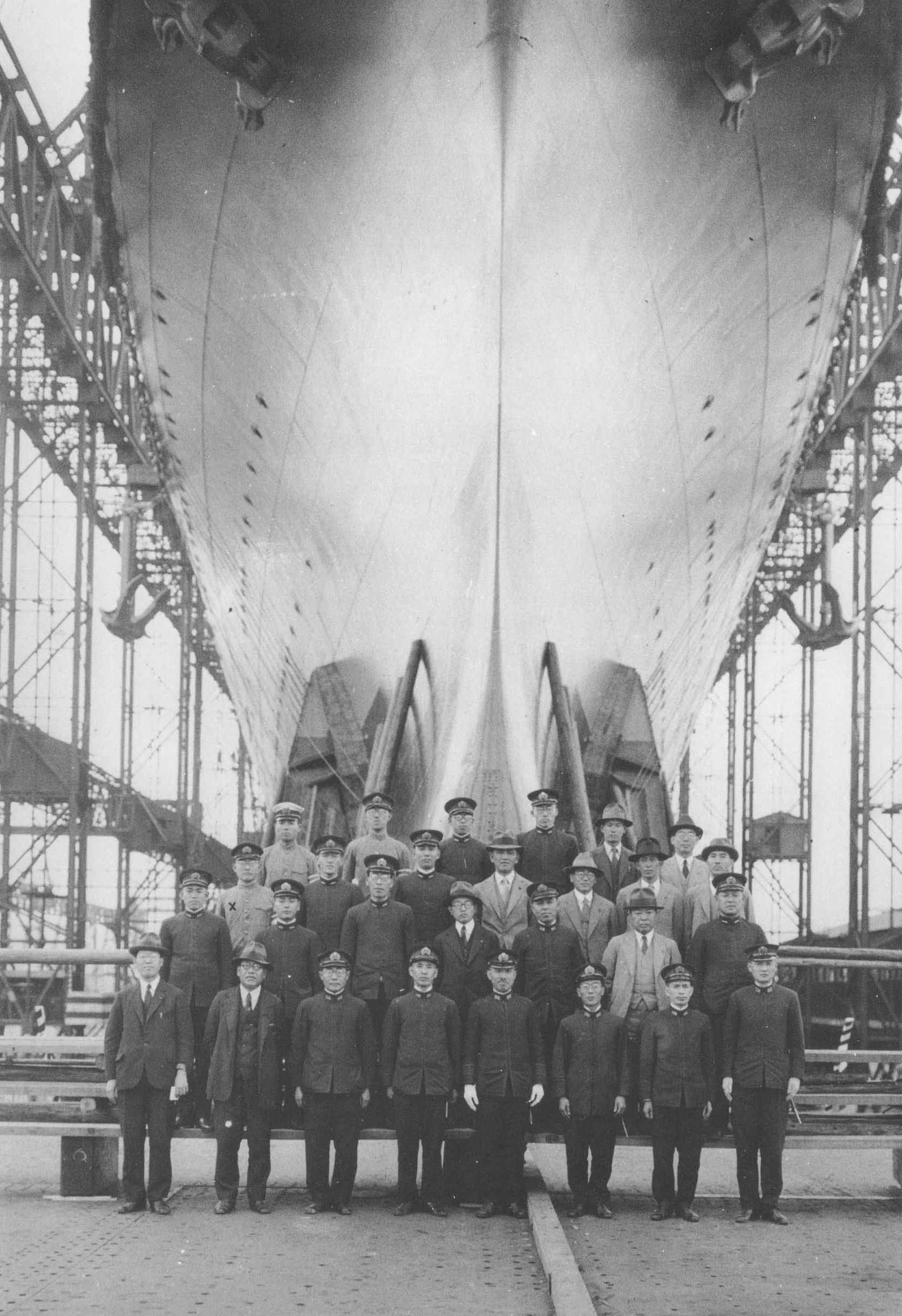
Cei 28 de şefi ai echipelor de muncitori de la şantierul naval care au lucrat la construcţia lui Shōkaku, pozând în faţa prorei înainte de lansarea la apă, pe 30 mai 1939.

### Motoarele
Turbinele cu reductor de turație instalate pe Shōkaku erau la fel cu cele de pe Sōryū, puterea crescând cu ajutorul lor de la 8.000 CP (6.000 kW) la 160.000 CP (120.000 kW). În ciuda blindajui în plus, a deplasamentului mai mare și a pescajului cu 2,1 m mai mare, Shōkaku a putut să scoată o viteză de 34,2 noduri (63,3 km/h) în cursul testelor. Capacitatea maximă a rezervorului era de 4.100 de tone, ceea ce îi permitea lui Shōkaku să aibă o autonomie de 18.000 km la o viteză de 18 noduri (33 km/h). Două coșuri de fum de aceeași dimensiune, situate în lateral, la tribord, imediat după suprastructura centrală înspre pupa, evacuau gazele produse de arderea cazanelor. Coșurile erau suficient de înclinate în jos pentru a păstra puntea de zbor liberă de fum în orice condiții meteorologice.

### Puntea de zbor și hangarele
Puntea de zbor, placată cu lemn, în lungime de 242 m, se întindea pe aproape toată lungimea dintre prova și pupa. Era susținută de patru piloni de oțel înainte de hangar și de doi piloni după hangar, spre pupa.
Puntea de zbor și ambele hangare (superior și inferior) erau deservite de trei lifturi, cel mai mare fiind cel dinspre proră care avea 16 metri lungime și 13 metri lățime. Toate cele trei lifturi puteau să transporte avioane de cel mult 5.000 kg, iar urcarea sau coborârea dura 15-20 de secunde.
Cele 9 opritoare acționate electric erau amplasate în același mod ca pe Hiryū, trei spre proră și șase spre pupa. Firele puteau să oprească un avion de 6.000 kg care rula cu o viteză de 60-78 de noduri (111–144 km/h). A fost adăugat un grilaj de protecție și un ecran ușor, pliant, împotriva vântului spre proră, lângă suprastructură.
Hangarele nu erau cu mult mai mari decât cele de pe portavioanele din clasa Sōryū, astfel că atât Shōkaku, cât și Zuikaku puteau să primească numai cu 9 avioane mai mult decât Sōryū, ceea ce însemna că aveau o capacitate operațională standard de 72 de avioane și aveau loc de o rezervă de 12 avioane. Spre deosebire de Sōryū, avioanele de rezervă nu trebuia să fie păstrate dezasamblate, ceea ce scurta timpul în care acestea puteau fi operaționale.
După ce au experimentat construirea suprastructurii la babord pe portavioanele Akagi și Hiryū, japonezii au optat să construiască suprastructurile portavioanelor Shōkaku și Zuikaku la tribord.
În septembrie 1942, a fost instalat pe Shōkaku un radar anti-aerian Tip 21. Pe suprastructură era instalat și un sistem central de control al tragerilor, primul instalat pe vreun portavion japonez. Radarul Type 21 avea o antenă uriașă, dar care era suficient de ușoară pentru a fi montată fără să fie necesare modificări importante ale structurii. Variantele apărute mai târziu erau masive și necesitau chiar demontarea sistemului de comandă a tragerilor pentru a face loc antenei.

### Armamentul
Sistemul de apărare al lui Shōkaku consta în 16 tunuri tip AA antiaeriene și anti-navă, montate câte două. Acestea erau așezate sub nivelul punții, în construcții care ieșeau în afara navei, câte patru grupuri pe fiecare parte a corpului navei, două grupuri spre proră și două spre pupa. Au fost instalate patru sisteme de control al tragerilor, două la babord și două la tribord. Un al cincilea sistem de control al tragerilor era așezat în vârful suprastructurii (sub antena radarului) și putea să controleze, după cum era nevoie, fie unele tunuri de calibru mare, fie pe toate.
Inițial au fost instalate numai 12 tunuri AA, grupate câte trei, două grupuri spre proră, două spre pupa, pe ambele părți ale navei. În 1943 au fost adăugate alte tunuri.

## Istoricul operațiunilor militare
Shōkaku și Zuikaku au format Divizia a 5-a Portavioane. Avioanele au fost aduse la bordul acestora cu puțin timp înainte de Atacul de la Pearl Harbour. Fiecare portavion avea 15 avioane de vânătoare Mitsubishi A6M Zero, 27 de bombardiere în picaj Aichi D3A și 27 de bombardiere torpiloare Nakajima B5N.
Shōkaku și Zuikaku au făcut parte din Kido Butai (Unitatea Mobilă, grupul de portavioane din cadrul Flotei Combinate) și au participat la prima ofensivă navală a Japoniei, inclusiv la atacul de la Pearl Harbour și la bătălia de la Rabaul din ianuarie 1942.
În raidul din Oceanul Indian din martie-aprilie 1942, pe 5 aprilie, avioanele de pe Shōkaku și de pe celelalte portavioane din Kido Butai, au atacat orașul Colombo din Sri Lanka, scufundând două nave în port și avariind grav instalațiile portuare. Grupul operativ (task force) a găsit și a scufundat două nave aparținând Marinei Regale Britanice, crucișătoarele HMS Cornwall și HMS Dorsetshire, în aceeași zi. Pe 9 aprilie, au găsit și au scufundat portavionul HMS Hermes, în apropiere de orașul Batticaloa.
După aceea, Divizia a 5-a Portavioane a fost mutată la Truk pentru a sprijini Operațiunea Mo (planul de a captura Port Moresby din Noua Guinee). În cursul acestei operațiuni, avioanele de pe Shōkaku au ajutat la scufundarea portavionului american USS Lexington în cursul Bătăliei din Marea Coralilor. Shōkaku a fost și el avariat grav pe 8 mai 1942 de bombardierele în picaj de pe portavionul USS Yorktown și de pe Lexington, care au reușit să îl lovească de trei ori: o dată la provă, spre babord, a doua oară la tribord spre capătul de la pupa al punții de zbor și a treia oară în partea dinspre pupa a suprastructurii centrale. Ca urmare a loviturilor primite, pe Shōkaku au izbucnit incendii care au fost însă ținute sub control și apoi stinse. Avariile pe care le-a suferit l-au silit pe Shōkaku să se întoarcă în Japonia pentru reparații capitale.
Pe drumul spre Japonia, portavionul a luat atâta apă prin prova avariată, că aproape s-a răsturnat din cauza mării agitate, dar a menținut o viteză ridicată pentru a evita cordonul de submarine americane care îl vânau. Pe 17 mai 1942, Shōkaku a ajuns la Kure, iar pe 16 iunie 1942 a intrat în docul uscat. Reparațiile au fost gata în mai puțin de 10 zile și, pe 14 iulie, Shōkaku a fost reasignat Diviziei I Portavioane din cadrul Flotei a 3-a.
Timpul necesar pentru reparații și pierderea avioanelor au făcut ca portavioanele Shōkaku și Zuikaku să nu poată participa la bătălia de la Midway.
După întoarcerea la datorie, în prima linie, Shōkaku și Zuikaku, cărora li s-a alăturat portavionul Zuihō, au fost desemnate să formeze Diviza I Portavioane și au luat parte astfel la alte două bătălii care au avut loc în anul 1942: bătălia din Insulele Solomon Orientale, unde l-au avariat pe USS Enterprise și Bătălia de la Insulele Santa Cruz, unde l-au transformat în epavă pe USS Hornet (Hornet a fost abandonat și mai târziu a fost scufundat de distrugătoarele japoneze Makigumo și Akigumo). Shōkaku a fost însă avariat de bombardierele în picaj de pe Enterprise. Aceste avarii l-au împiedicat să participe la bombardarea aerodromului Henderson Field și încă o dată l-au ținut în afara luptei câteva luni, ceea ce a făcut ca operațiunile de apărare ale Japoniei din Pacific să ducă lipsa unei puteri aeriene suficiente.

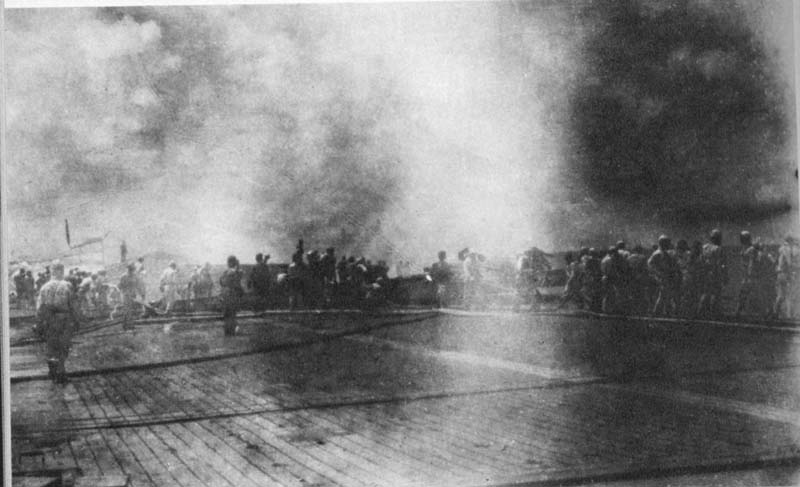
Echipajul de pe Shōkaku se luptă cu incendiile izbucnite pe punte după ce nava a fost lovită de bombele americane în timpul bătăliei din Insulele Santa Cruz.

Pe 26 octombrie 1942, în Insulele Santa Cruz, Shōkaku a fost din nou grav avariat, primind cel puțin trei (maxim șase) lovituri cu bombe de 450 kg de la un grup de 15 bombardiere în picaj Douglas SBD-3 care au decolat de pe Hornet. Pentru că portavionul fusese avertizat de atacul american, kerosenul a fost folosit pentru alimentarea avioanelor care și-au luat zborul. Astfel, la momentul atacului, niciun incendiu major nu a izbucnit la bordul lui Shōkaku, iar capacitatea de a naviga a fost păstrată. Puntea de zbor și hangarele au fost însă afectate, așa încât Shōkaku nu a mai fost în stare să conducă alte operațiuni aeriene în cursul bătăliei.
După alte câteva luni de reparații, Shōkaku, aflat acum sub comanda căpitanului Matsubara Hiroshi, a fost desemnat în mai 1943 pentru un contraatac împotriva Insulelor Aleutine, dar operațiunea a fost anulată din cauza victoriei aliaților în bătălia de la Attu. În restul anului 1943 Shōkaku a stat în baza de la Truk, apoi s-a întors în Japonia pentru reparații de întreținere.

## Scufundarea
În anul 1944, Shōkaku a fost trimis în Insulele Lingga, la sud de Singapore. Pe 15 iunie, Shōkaku a plecat cu Flota Mobilă pentru a executa Operațiuna A-Go, un contraatac împotriva forțelor aliate din Insulele Mariane. În timpul bătăliei din Marea Filipinelor, pe 19 iunie, la ora 11:22, Shōkaku a fost lovit de trei (posibil patru) torpile lansate de submarinul USS Cavalla. Cum Shōkaku era în plin proces de alimentare și rearmare a avioanelor, fiind într-o poziție extrem de vulnerabilă, torpilele au produs incendii care nu au putut fi controlate. La ora 12:10, o bombă lansată dintr-un avion a explodat și a detonat vaporii de kerosen care se împrăștiaseră pe toată nava. S-a ordonat abandonarea navei, dar înainte ca operațiunea de evacuare să fi făcut vreun progres, nava a luat apă pe la proră și s-a scufundat rapid cu botul înainte (într-un punct situat 11°40′N 137°40′E / 11.667°N 137.667°E), luând 1272 de oameni cu ea. Crucișătorul Yahagi și distrugătoarele Urakaze și Wakatsuchi l-au salvat pe căpitanul Matsubara și 570 de membri ai echipajului.

## Comandanți
|   | Grad      | Nume              | Începând cu       | Până la           |
| - | --------- | ----------------- | ----------------- | ----------------- |
| 1 | Comandant | Jojima Takatsugu  | 8 august 1941     | 25 mai 1942       |
| 2 | Comandant | Masafumi Arima    | 25 mai 1942       | 16 februarie 1943 |
| 3 | Comandant | Okada Tametsugu   | 16 februarie 1943 | 17 noiembrie 1943 |
| 4 | Comandant | Matsubara Hiroshi | 17 noiembrie 1943 | 19 iunie 1944     |

## Galerie de imagini

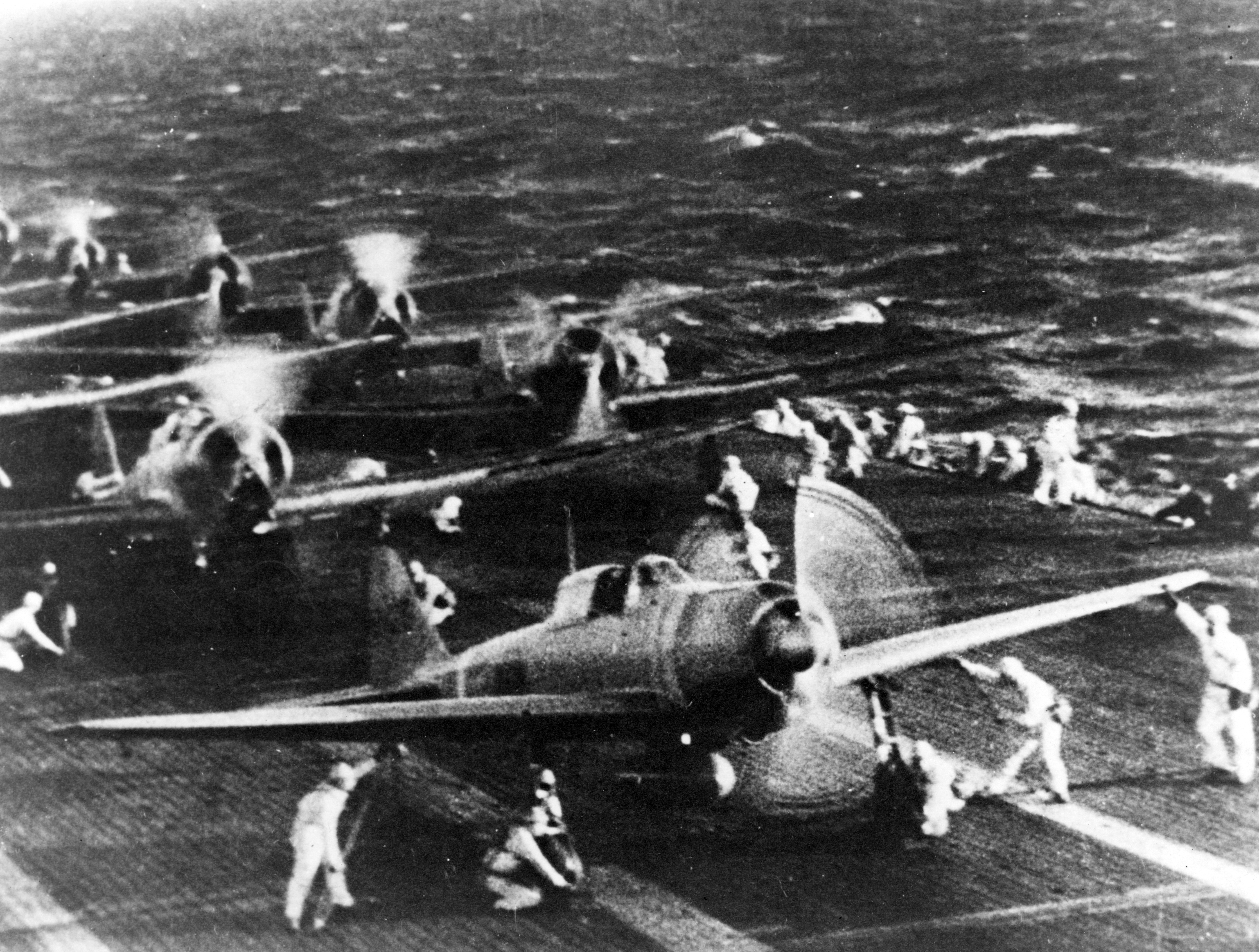
Avioane de pe Shōkaku pregătindu-se să atace Pearl Harbour.
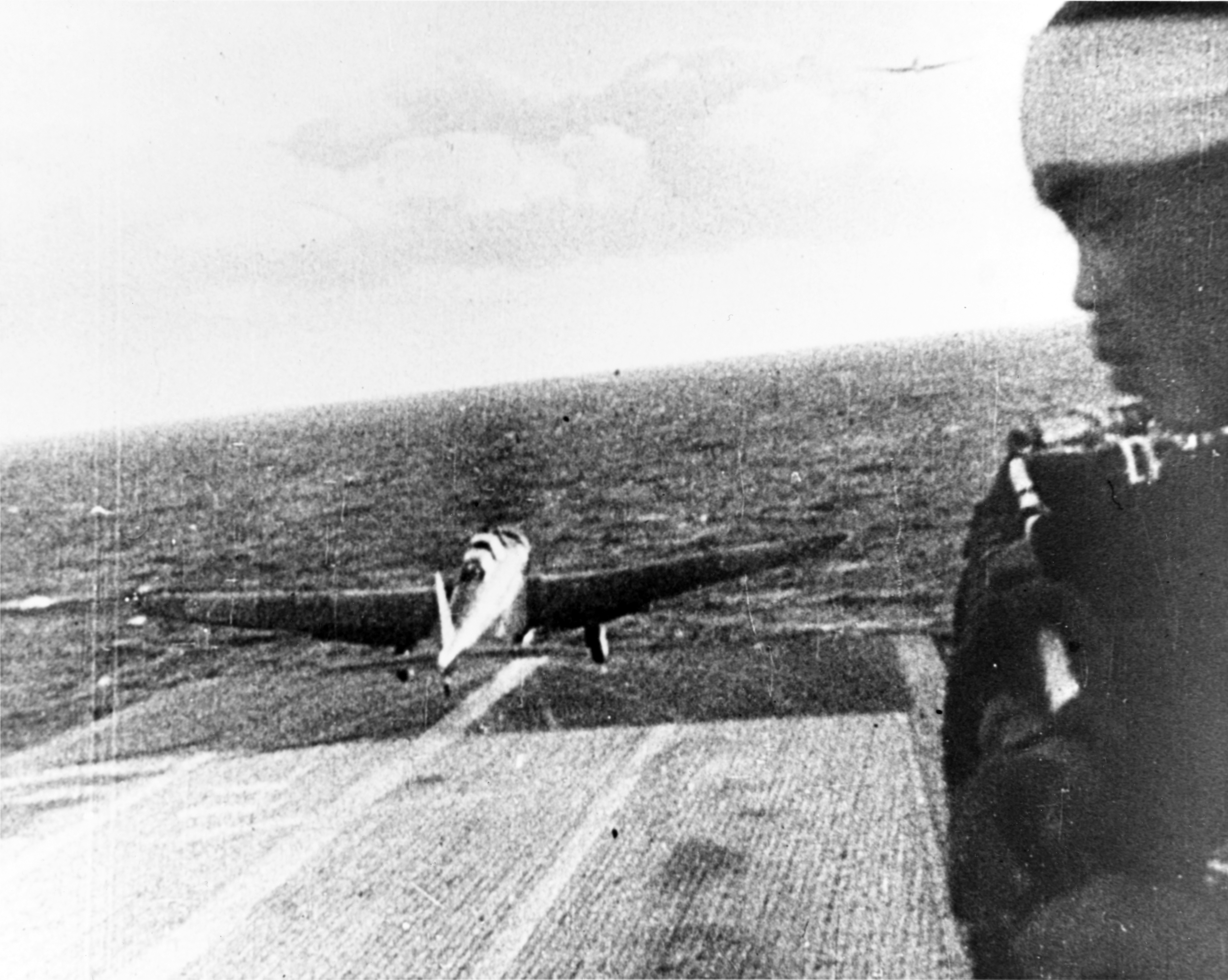
Un bombardier Nakajima B5N2 decolează de pe Shōkaku în atacul de la Pearl Harbor.
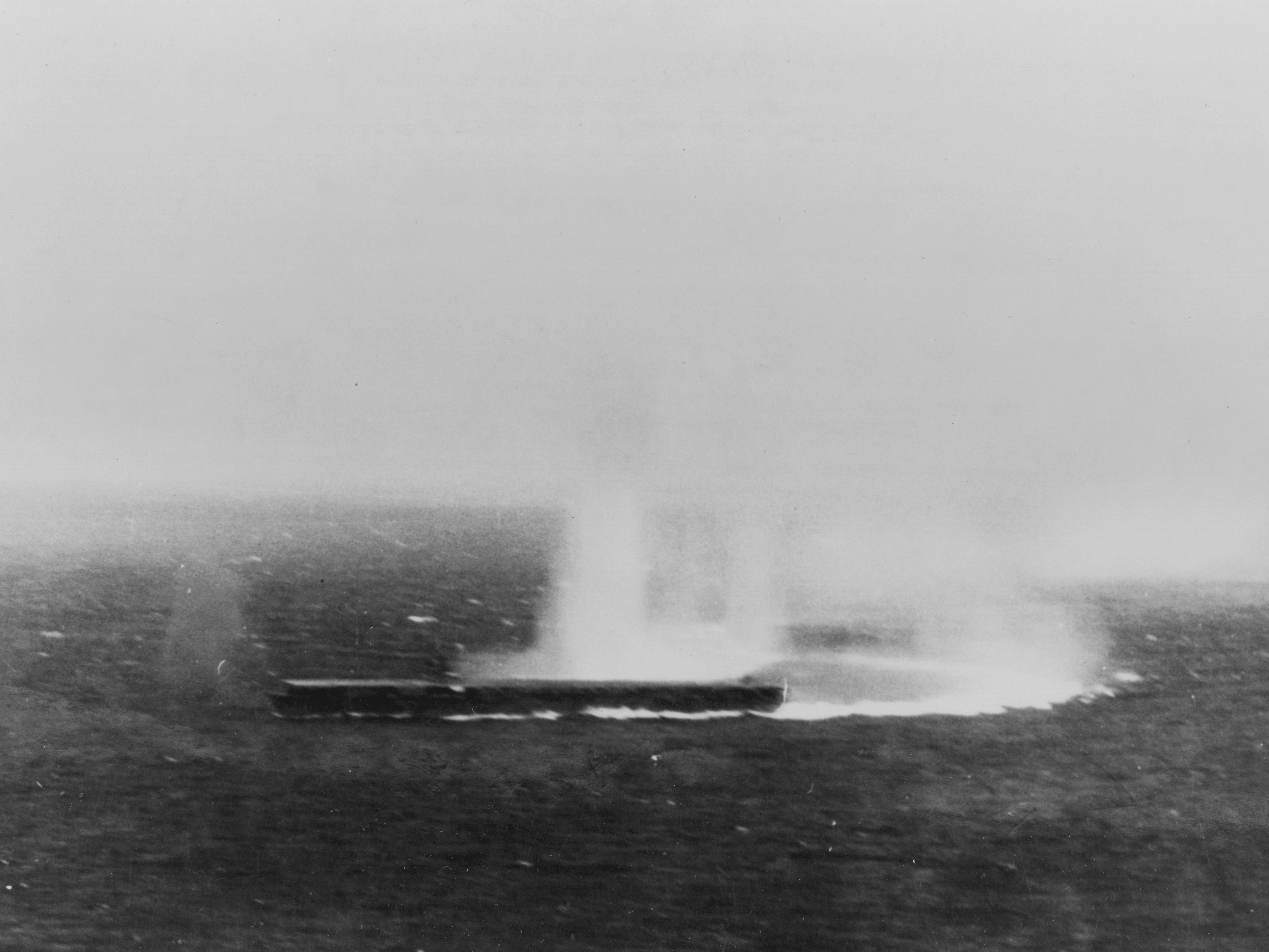
Shōkaku atacat în bătălia din Marea Coralilor.
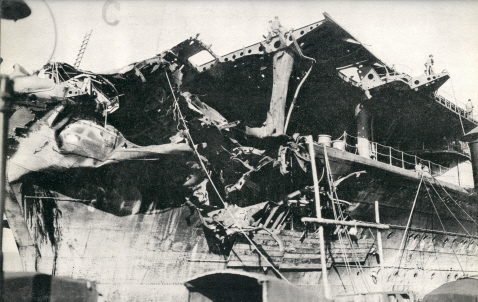
Avarii pe Shōkaku după bătălia din Marea Coralilor.